# Aartsbisdom Durango
Het aartsbisdom Durango (Latijn: Archidioecesis Durangensis) is een rooms-katholiek aartsbisdom met als zetel Durango, hoofdstad van de Mexicaanse deelstaat Durango. De aartsbisschop van Durango is metropoliet van de kerkprovincie Durango, waartoe ook de volgende suffragane bisdommen behoren:
- El Salto (territoriale prelatuur)
- Gómez Palacio
- Mazatlán
- Torreón

## Geschiedenis
Het aartsbisdom werd opgericht op 28 september 1620, als het bisdom Durango, uit delen van het bisdom Guadalajara, en was suffragaan aan het aartsbisdom México. Op 26 januari 1863 veranderde het van kerkprovincie en werd suffragaan aan het nieuw verheven aartsbisdom Guadalajara. Op 23 juni 1891 werd het verheven tot metropolitaan aartsbisdom.

## Parochies
Het aartsbisdom had in 2021 een oppervlakte van 82.018 km2 en telde 718.930 inwoners waarvan 86,6% rooms-katholiek was.

## Ordinarii

### Bisschoppen
- Gonzalo Hernandez y Hermosillo y Gonzalez (12 oktober 1620 - 28 januari 1631)
- Alfonso de Franco y Luna (7 juni 1632 - 30 mei 1639)
- Francisco Diego Díaz de Quintanilla y de Hevía y Valdés (8 augustus 1639 - 14 mei 1655)
- Pedro de Barrientos Lomelin (31 mei 1655 - 27 december 1658)
- Juan Aguirre y Gorozpe (17 november 1659 - 21 september 1671)
- Juan de Ortega Cano Montañez y Patiño (16 april 1674 - 9 september 1675)
- Bartolomé García de Escañuela (16 november 1676 - 20 november 1684)
- Manuel de Herrera (13 mei 1686 - 31 januari 1689)
- García Felipe de Legazpi y Velasco Altamirano y Albornoz (27 augustus 1691 - 8 augustus 1701)
- Manuel de Escalante Colombres y Mendoza (3 oktober 1701 - 19 mei 1704)
- Ignacio Diez de la Barrera y Bastida (16 november 1705 - 20 september 1709)
- Pedro de Tapiz y Garcia (26 februari 1714 - 13 april 1722)
- Benito Crespo y Monroy (9 oktober 1722 - 20 januari 1734)
- Martín de Elizacoechea (27 juli 1735 - 8 maart 1745)
- Pedro Anselmo Sánchez de Tagle (10 april 1747 - 26 september 1757)
- Pedro Tamarón y Romeral (19 december  1757 - 21 december 1768)
- José Vicente Díaz Bravo (20 november 1769 - 24 april 1772)
- Antonio Macarulla Minguilla de Aguilain (14 december 1772 - 12 juni 1781)
- Esteban Lorenzo de Tristán y Esmenota (15 december 1783 - 17 juni 1793)
- José Joaquín Granados y Gálvez (21 februari 1794 - 19 augustus 1794)
- Francisco Gabriel de Olivares y Benito (22 september 1795 - 26 februari 1812)
- Juan Francisco Castañiza Larrea y Gonzalez de Agüero (18 december 1815 - 29 oktober 1825)
- José Antonio Laureano de Zubiría y Escalante (28 februari 1831 - 28 november 1863)
- Ramón Camacho y García (15 juli 1864 - 22 juni 1868)

### Aartsbisschoppen
- José Vicente Salinas y Infanzón (22 juni 1868 - 8 januari 1894)
- Santiago de Zubiría y Manzanera (18 maart 1895 - 26 januari 1909)
- Francisco de Paula Mendoza y Herrera (7 augustus 1909 - 23 juli 1923)
- José María González y Valencia (24 maart 1924 - 28 januari 1959; hulpbisschop sinds 10 februari 1922)
  - Francisco Ferreira Arreola (hulpbisschop: 21 december 1957 - 1 augustus 1960)
- Lucio Torreblanca y Tapia (25 mei 1959 - 23 augustus 1961)
- Antonio López Aviña (14 december 1961 - 4 maart 1993)
  - Rafael Barraza Sánchez (hulpbisschop: 26 oktober 1979 - 19 oktober 1981)
  - Manuel Mireles Vaquera (hulpbisschop: 16 oktober 1982 - 28 april 1988)
  - José Andrés Corral Arredondo (hulpbisschop: 16 januari 1989 - 11 juli 1992)
- José Trinidad Medel Pérez (4 maart 1993 - 5 juni 2002)
  - Juan de Dios Caballero Reyes (hulpbisschop: 18 november 1993 - 21 juli 2008)
- Héctor González Martínez (11 februari 2003 - 26 september 2014)
  - Enrique Sánchez Martínez (hulpbisschop: 21 juli 2008 - 16 november 2015)
- José Antonio Fernández Hurtado (26 september 2014 - 25 januari 2019)
- Faustino Armendáriz Jiménez (21 september 2019 - heden)

Durango (aartsbisdom) · El Salto (territoriale prelatuur) · Gómez Palacio · Mazatlán · Torreón